# 洛厄米倫巴赫河
51°40′49.7″N 7°7′26.88″E / 51.680472°N 7.1241333°E
洛厄米倫巴赫河（德語：Loemühlenbach），是德國的河流，位於該國西部，處於北萊茵-威斯特法倫州，屬於錫京米倫巴赫河的左支流，河道全長8.6公里，流域面積20平方公里。